# Уолдгрейв, Джон, 3-й граф Уолдгрейв
Генерал Джон Уолдегрейв, 3-й граф Уолдегрейв (англ. John Waldegrave, 3rd Earl Waldegrave; 28 апреля 1718 — 22 октября 1784) — британский политик и военный.

## Биография
Родился 28 апреля 1718 года. Второй сын Джеймса Уолдгрейва, 1-го графа Уолдгрейва (1684—1741), и Мэри Уэбб (? — 1719), дочери сэра Джона Уэбба, 3-го баронета (? — 1745). Старший брат — Джеймс Уолдгрейв, 2-й граф Уолдгрейв.
В 1735 году Джон Уолдгрейв поступил на службу прапорщиком в 1-й пехотный полк, где дослужился до чина капитана в 1739 году. В 1743 году он стал подполковником 3-го пехотного полка. В 1745 году во время Войны за австрийское наследство он участвовал в битве при Фонтенуа, где получил ранение.
Достопочтенный Джон Уолдгрейв заседал в Палате общин Великобритании от Орфорда (1747—1754) и Ньюкасл-андер-Лайма (1754—1763).
В 1757 году он получил чин генерал-майора, он принял участие в набеге на Сен-Мало в июне 1758 года и в битве при Миндене в августе 1759 года во время Семилетней войны. Он был произведен в генерал-лейтенанты в 1759 году и стал грумом опочивальни в 1760 году.
В апреле 1763 года после смерти своего старшего брата, Джеймса Уолдгрейва, 2-го графа Уолдгрейва (1715—1763), не оставившего после себя наследников мужского пола, Джон Уолдгрейв унаследовал его титулы и поместья, в том числе семейное место в Чьютон-Мендип, графство Сомерсет.
Он был произведен в полные генералы в 1772 году. Шталмейстер королевы Шарлотты (1770—1784), лорд-лейтенант графства Эссекс с 1781 по 1784 год.
Лорд Уолдгрейв скончался 22 октября 1784 года в возрасте 66 лет. Ему наследовал его старший сын Джордж.

## Семья
7 мая 1751 года он женился на леди Элизабет Левесон-Гоуэр (20 января 1724 — 28 апреля 1784), дочери Джона Левесона-Гоуэра, 1-го графа Гоуэра, и леди Эвелин Пьерпон. У супругов было четверо детей:
- Джордж Уолдгрейв, 4-й граф Уолдгрейв (23 ноября 1751 — 22 октября 1789), старший сын и преемник отца.
- Уильям Уолдгрейв, 1-й барон Рэдсток[англ.] (9 июля 1753 — 20 августа 1825)
- Леди Элизабет Уолдгрейв (26 мая 1758 — 23 июня 1823)
- Леди Кэролайн Уолдгрейв (1765—1831)[3].